# Condado de McDonald
O Condado de McDonald é um dos 114 condados do estado americano de Missouri. A sede do condado é Pineville, e sua maior cidade é Pineville. O condado possui uma área de 1 398 km² (dos quais 0 km² estão cobertos por água), uma população de 21 681 habitantes, e uma densidade populacional de 16 hab/km² (segundo o censo nacional de 2000). O condado foi fundado em 1849.